# Adam Smith-Neale
Adam Smith-Neale (* 29. Oktober 1993 in Coventry) ist ein englischer Dartspieler, der aktuell bei der Professional Darts Corporation (PDC) unter Vertrag steht.

## Karriere
Smith-Neale begann seine Karriere 2010 bei der PDC. Ein Jahr später erspielte er sich bei der ersten PDC Qualifying School eine Tourkarte. Diese musste er jedoch nach zwei Jahren ohne größere Highlights wieder abgeben. Auf der Jugendtour gewann Smith-Neale seinen ersten PDC-Titel.
Anschließend versuchte sich Smith-Neale bis 2018 auf der PDC Challenge Tour, wobei ihm jedoch kein Turniersieg gelang. Außerdem war er mehrere Male bei der Qualifying School dabei. Eine Tourkarte konnte er sich aber nicht erspielen.
Nach seinem Wechsel zur British Darts Organisation (BDO) startete Smith-Neale dann im Oktober 2018 bei den prestigeträchtigen Winmau World Masters. Vollkommen überraschend konnte er hierbei nach Siegen über bekannte Namen der BDO, wie Aaron Turner, Mark McGeeney, Wayne Warren und Jim Williams, bis ins Finale vorstoßen. Hier traf er auf den amtierenden BDO-Weltmeister Glen Durrant. Auch in diesem Spiel ging Smith-Neale siegreich hervor und gewann somit seinen ersten Titel im Fernsehen. Aufgrund dieser Leistung nominierte ihn die BDO auch für den Grand Slam of Darts. Bei diesem Turnier verlor er jedoch alle drei Gruppenspiele. Auch bei der BDO-Weltmeisterschaft sollte er erstmals teilnehmen. Jedoch brach er sich im Vorfeld ein Bein. Letztlich nahm Smith-Neale allerdings dennoch teil. Auf Krüken antretend gelang ihm in der Vorrunde gegen Mark McGrath kein Leggewinn. 2019 setzte er sich dann beim French Classic durch.
2021 profitierte Smith-Neale von einer verringerten Anzahl an Turnieren auf der European Tour aufgrund der Corona-Pandemie. So qualifizierte er sich für die European Championship, verlor jedoch in der ersten Runde. Anschließend wurde es ruhiger um Smith-Neale.
Bei der PDC Qualifying School 2023 trat er wieder an und konnte sich eine Tourkarte erspielen. Daraufhin war Smith-Neale automatisch für die UK Open qualifiziert, wo er aber direkt in Runde eins gegen Stephen Burton verlor.
Auf der PDC Pro Tour 2023 konnten sich für Smith-Neale keine größeren Erfolge einstellen. Zweimal erreichte er die dritte Runde und nahm an zwei Turnieren der European Darts Tour 2023 teil, wo er ein Spiel gewann. Auch die Qualifikation für ein weiteres Major gelang Smith-Neale nicht.
Auch 2024 änderte sich daran bisher wenig. So scheiterte Smith-Neale bei den UK Open 2024 erneut im ersten Spiel, diesmal an Patrick Geeraets. Aufgrund seiner Sperre durfte Smith-Neale in diesem Jahr nur noch am PDPA Qualifier für die WM teilnehmen, bei dem er jedoch sein erstes Spiel verlor und seine Tour Card somit nicht halten konnte.
Bei der UK Q-School 2025 ging Smith-Neale wieder an den Start und startete in der Final Stage. Er konnte sich jedoch nur einen Punkt für die Rangliste erspielen und damit keine Tour Card gewinnen.

## Kontroverse
Nachdem er sich 2023 erneut eine Tourkarte erspielt hatte, wurden Stimmen bezüglich unsportlichen Verhaltens seitens Smith-Neale laut. So soll er etwa Simon Whitlock auf den Knöchel gesprungen sein, sodass dieser einige Turniere pausieren musste. Zudem berichten einige Spieler, er habe offene Schulden noch nicht beglichen.
Am 9. März 2024 schlug Smith-Neale seinem Kontrahenten bei den Nuneaton Darts Open, einem Amateurturnier in Warwickshire, nachdem er ihm unterlegen hatte, ins Gesicht. Er wurde daraufhin am 12. März von der Darts Regulation Authority (DRA) von allen von ihr sanktionierten Turnieren suspendiert, was unter anderem die Turniere der PDC, der Modus Super Series und des Amateur Darts Circuit betrifft. Am 3. Juli 2024 wurde daraufhin bekanntgegeben, dass Smith-Neales Suspendierung acht Monate ab dem 12. März 2024 andauern wird. Somit wird er alle weiteren Turnier der PDC Pro Tour 2024 verpassen, hat aber die Möglichkeit, sich über den Tour Card Holder-Qualifier für die PDC World Darts Championship 2025 zu qualifizieren.

## Weltmeisterschaftsresultate

### BDO
- 2019: Vorrunde (0:3-Niederlande gegen  Mark McGrath)
- 2020: 1. Runde (0:3-Niederlage gegen  Paul Hogan)

## Titel

### PDC
- Secondary Tour Events
  - PDC Development Tour
    - PDC Youth Tour 2012: 7

  - PDC Challenge Tour
    - PDC Challenge Tour 2021: 4

### BDO
- BDO World Master: 2018

### WDF
- Sonstige:
  - French Classic: (1) 2019

### Sonstige
- King Of The Castle: 2010
- Earlington Day of Darts – Sieger des Jugendwettbewerbs: 2011
- LKPD The Pint Pot – Sieger des Jugendwettbewerbs: 2011